# Wyton-on-the-Hill
Wyton-on-the-Hill – civil parish w Anglii, w Cambridgeshire, w dystrykcie Huntingdonshire. W 2011 civil parish liczyła 1383 mieszkańców.